# Гарт-Бютт (Монтана)
Гарт-Бютт (англ. Heart Butte) — переписна місцевість (CDP) в США, в окрузі Пондера штату Монтана. Населення — 621 особа (2020).

## Географія
Гарт-Бютт розташований за координатами 48°17′22″ пн. ш. 112°50′2″ зх. д. / 48.28944° пн. ш. 112.83389° зх. д. (48.289540, -112.833832).  За даними Бюро перепису населення США в 2010 році переписна місцевість мала площу 11,83 км², з яких 11,79 км² — суходіл та 0,04 км² — водойми.

## Демографія
Згідно з переписом 2010 року, у переписній місцевості мешкали 582 особи в 137 домогосподарствах у складі 117 родин. Густота населення становила 49 осіб/км².  Було 144 помешкання (12/км²).
Расовий склад населення:
| - 97,4 % — корінних американців - 1,5 % — білих |

До двох чи більше рас належало 1,0 %. Частка іспаномовних становила 2,4 % від усіх жителів.
За віковим діапазоном населення розподілялося таким чином: 38,0 % — особи молодші 18 років, 57,2 % — особи у віці 18—64 років, 4,8 % — особи у віці 65 років та старші. Медіана віку мешканця становила 24,6 року. На 100 осіб жіночої статі у переписній місцевості припадало 87,1 чоловіків;  на 100 жінок у віці від 18 років та старших — 93,0 чоловіків також старших 18 років.
Середній дохід на одне домашнє господарство  становив 33 852 долари США (медіана — 21 518), а середній дохід на одну сім'ю — 34 720 доларів (медіана — 22 344). Медіана доходів становила 27 500 доларів для чоловіків та 24 375 доларів для жінок. За межею бідності перебувало 50,5 % осіб, у тому числі 56,2 % дітей у віці до 18 років та 44,0 % осіб у віці 65 років та старших.
Цивільне працевлаштоване населення становило 161 осіб. Основні галузі зайнятості: освіта, охорона здоров'я та соціальна допомога — 39,1 %, публічна адміністрація — 13,0 %, роздрібна торгівля — 11,2 %, будівництво — 9,9 %.